# Wichmar
Wichmar är en kommun och ort i Saale-Holzland-Kreis i förbundslandet Thüringen i Tyskland.
Kommunen ingår i förvaltningsgemenskapen Dornburg-Camburg tillsammans med kommunerna Dornburg-Camburg, Frauenprießnitz, Golmsdorf, Großlöbichau, Hainichen, Jenalöbnitz, Lehesten, Löberschütz, Neuengönna, Tautenburg, Thierschneck och Zimmern.